# (31549) 1999 DY6
1999 DY6 (asteroide 31549) é um asteroide da cintura principal. Possui uma excentricidade de 0.13852370 e uma inclinação de 14.24273º.
Este asteroide foi descoberto no dia 23 de fevereiro de 1999 por LINEAR em Socorro.